# 烟花女意面
烟花女意面或娼妇意面（義大利語：Spaghetti alla puttanesca，發音：[spaˈɡetti alla puttaˈneska]）是一种意大利面食，20世纪中期在那波利发明，制作食材通常使用西红柿、橄榄油、油橄榄、鳀鱼、辣椒、刺山柑、蒜—配上意大利细面条（vermicelli）或意大利直面（spaghetti）。

## 词源
“puttana”大致意思就是“妓女”，而“puttanesca”是从这个词衍生出来的形容词。有一种理论认为，这道菜发明于那不勒斯工人阶级居住区西班牙区的众多妓院中的一家 。但是，食物史学者杰里米·帕森认为，这个名字是按照意大利语中“妓女”的实际用法，而不是按其字面定义： “意大利人说妓女（和相关词语），几乎就像我们说“玩意”，是一种通用的亵渎，所以说“烟花女意面”，可能本质上起源于某人说，“我只是把一堆乱七八糟的玩意，从橱柜里扔到了鍋裡”。

## 起源
意大利烹饪书中描述的非常类似于现代烟花女意面的各种意面食谱可以追溯到19世纪，只是名称不同。其中最早的日期是1844年，伊波利托·卡瓦尔康蒂（Ippolito Cavalcanti）在他的《烹饪理论与实践》（Cucina teorico-pratica）一书中，包括了一份那不勒斯流行美食的食谱，称之为“Vermicelli all'oglio con olive capperi ed alici salse”。在其他那不勒斯烹饪书中又出现了几次以后，1931年，意大利旅游俱乐部的《意大利美食指南》将其列为坎帕尼亚的美食特色之一，称之为“意大利式番茄酱”，尽管提议的配方接近现代烟花女意面酱的配方。在那不勒斯，这种类型的意面酱通常称为“aulive e Chiappariel”（橄榄和山柑）。
这道菜现在的名字首次出现在20世纪60年代的美食文学中。已知最早提到“烟花女意面”的是在拉斐尔·拉卡普里亚1961年的小说《致命伤》（“Ferito a Morte”）中，提到“烟花女意面来自锡拉库萨”。据意大利面食制造商专业联盟称，这种意面酱在20世纪60年代开始流行。
然而，意大利最著名的烹饪书籍之一，1971年版的《银匙》（Il cucchiaio d'argento）中，并没有以“烟花女”命名的菜谱，但有两道菜相似：那不勒斯的“帕特诺珀意面”（spaghetti alla partenopea）使用鳀鱼和大量的牛至；而“西西里意面”的特点是添加了菜椒。还有一种西西里风格在巴勒莫很流行，包括橄榄、鳀鱼和葡萄干。
2005年，安娜丽塔·库莫（Annarita Cuomo）在意大利岛屿伊斯基亚和普罗奇达发行的《海湾日报》（Il Golfo）上发表一篇文章，声称“烟花女意面酱”是20世纪50年代由著名的伊斯基亚餐厅和夜总会“Rancio Fellone”的共同所有者桑德罗·佩蒂（Sandro Petti）发明。 据库莫说，佩蒂的灵感来自于一天晚上接近打烊时，佩蒂发现一群顾客坐在他的一张桌子旁。他告诉他们没有足够的食材。但他们抱怨说天晚了，他们饿了，说 “Facci una puttanata qualsiasi”，意思是“把所有东西放在一起。”[a] 佩蒂只有四个西红柿、两个油橄榄和一些山柑，它们是意面酱的基本成分，佩蒂告诉库莫 “所以我用它们做了意大利面的酱汁”。后来，佩蒂将这道菜列入他的菜单，称为“烟花女意面”。

## 基本配方
这种酱汁在意大利语中称为烟花女意面酱（sugo alla puttanesca）。食谱根据偏好而可能有所不同；例如，那不勒斯版本的制作没有鳀鱼，与在拉齐奥流行的版本不同。有时会添加香料。然而，在大多数情况下，这种意面酱有点鹹（来自山柑、橄榄和鳀鱼），而且很香（来自大蒜）。传统上，酱汁搭配意大利直面一起食用，但是也可以搭配直通粉（penne）、飲筒粉（bucatini）、扁意粉（linguine）和细面条（vermicelli）。
大蒜和鳀鱼（在那不勒斯版本中省略）在橄榄油中煸炒。切碎的辣椒、油橄榄、山柑、西红柿丁和牛至与盐和黑胡椒一起加入以调味。然后，厨师通过炖煮将其收汁，倒在煮得筋道弹牙（al dente）的意大利面上。最后加的是欧芹。